# Laura Escudero
Laura Escudero (provincia de Córdoba, 19 de julio de 1967) es una escritora, docente y psicóloga argentina. 
Escribe novelas, cuentos y poesía principalmente destinada a niños y jóvenes. Participó en varias antologías y otras publicaciones. Se dedica a la promoción de la lectura y la enseñanza en Nivel Superior.
Ha recibido importantes premios nacionales e internacionales por varios de sus libros: resultó dos veces ganadora del Premio El Barco de Vapor (Ediciones SM, Argentina) en el 2005 con Encuentro con Flo y en el 2010/11 con El rastro de la serpiente. Tres de sus libros fueron distinguidos como “Destacados de Alija”. Encuentro con Flo ha sido traducido al portugués. Fue Premio Hispanoamericano de Poesía para Niños 2015 otorgado por la Fundación Para las Letras Mexicanas y el Fondo de Cultura Económica por Ema y el silencio, su primer libro de poesías, donde trabaja la profundidad del pensamiento y el silencio como un lenguaje en la poesía dedicada a los niños y recibió el premio Altamente recomendado Fundalectura 2019 por su libro La noche de las cosas.

## Biografía
Nació en Córdoba, Argentina aunque durante su infancia vivió en varios lugares del interior del país hasta 1978, año en que se mudó a la ciudad de Buenos Aires. El Noroeste argentino fue el lugar que más vivencias y huellas le dejó, vivencia que reflejó en su escritura y en su necesidad de volver cada tanto. En 1987 regresó a Córdoba.
Estudió arte, teatro y se recibió de Profesora de Educación Preescolar y Licenciada en Psicología. También participó del Taller Literario del Hospital Neuropsiquiátrico Provincial como una de las acciones de apertura a la comunidad.
Se desempeña como promotora de la lectura y en la enseñanza de Nivel Superior, se especializó en el campo de la Literatura destinada a los más chicos a partir de su inclusión en CEDILIJ (Centro de Difusión e Investigación de Literatura Infantil y Juvenil) en el año 2000. Desde entonces desarrolla diversas actividades de diseño y ejecución de proyectos de promoción de la lectura y capacitación.
En el año 2008 hizo el Máster en Promoción de la Lectura de la Universidad de Castilla - La Mancha (CEPLI).

## Obras publicadas
Sus obras publicadas son:
- Heredé un fantasma. Ilustraciones de Cabina. Buenos Aires, Ediciones SM, 2005. Colección El Barco de Vapor; Serie Naranja.
- Encuentro con Flo. Buenos Aires, Ediciones SM, 2005. Colección El Barco de Vapor; Serie Roja.[15]
- El botín. Buenos Aires, Grupo Editorial Norma, 2007. Colección Zona Libre.
- Cuento con bufanda. Ilustraciones de Jorge Cuello. Córdoba, Argentina, Programa del Sol, 2007.
- El camino de la luna. Laura Escudero (texto) y Saúl Oscar Rojas (ilustraciones). Córdoba, Editorial Comunicarte, 2008. Colección Bicho Bolita.
- Serie “Luna”: La tormenta de Luna, Los tesoros de Luna, La montaña de Luna y Los rulos de Luna. Ilustraciones de Rodrigo Folgueira. Buenos Aires, Editorial Siete Vacas, 2008.
- El gran salto de la señora Olga Pulgovich. Ilustraciones de Mariana Ruiz Johnson. Buenos Aires, Grupo Editorial Norma, 2009. Colección Torre de Papel, serie Torre Naranja.
- Los parientes impostores. Buenos Aires, Grupo Editorial Norma, 2009. Colección Zona Libre.
- “El señor Gutiérrez” (cuento). En: Córdoba cuenta. Antología de literatura para niños. Selección de Lilia Lardone. Prólogo de Cecilia Bettolli. Córdoba, Editorial Comunicarte, 2010.
- El rastro de la serpiente. Buenos Aires, Ediciones SM, 2011. Colección El Barco de Vapor; Serie Roja.
- La viejita de las cabras. Ilustraciones Vialola. Buenos Aires, Ediciones Del Eclipse, 2012
- Ema y el silencio. Ilustraciones Roger Ycaza. F C.E. México, 2016.
- Alina, maga del mandarino. Ilustraciones de Viviana Bilotti. Buenos Aires, Editorial SM, 2016. Colección: El Barco de Vapor; Serie Blanca.
- La ciudad perfecta. Laura Escudero y Matías Aldaz. Buenos Aires, Editorial Norma, 2017. Colección Torre Azul.
- La noche de las cosas. Colombia, Editorial Babel, 2017. Colección Frontera.

## Premios y distinciones
Ha obtenido los siguientes premios:
- 4º Premio de Literatura Infantil “El Barco de Vapor” de Argentina por la novela Encuentro con Flo (2005).
- Premio “Destacados de ALIJA” 2005, categoría “Novela”, por Encuentro con Flo.
- Premio “Destacados de ALIJA” 2008, categoría “Cuento”, por El camino de la luna.
- El camino de la luna: Incluido en la Guía de libros recomendados para niños y jóvenes 2010 de la Asociación A Leer/IBBY México (México, A Leer/IBBY México-Consejo Nacional para la Cultura y las Artes, 2010).
- 9º Premio de Literatura Infantil “El Barco de Vapor” de Argentina por la novela El rastro de la serpiente.
- Premio “Destacados de ALIJA” 2019, categoría “Novela Juvenil”, por La noche de las cosas.[16]
- Altamente recomendados fundalectura 2019, por La noche de las cosas.[9]